# Fimbristylis stauntonii
Fimbristylis stauntonii är en halvgräsart som beskrevs av Jean Odon Debeaux och Adrien René Franchet. Fimbristylis stauntonii ingår i släktet Fimbristylis och familjen halvgräs.

## Underarter
Arten delas in i följande underarter:
- F. s. stauntonii
- F. s. tonensis